# Robert H. Mollohan-Jefferson Street Bridge
Robert H. Mollohan-Jefferson Street Bridge, även känd som Million Dollar Bridge eller High Level Bridge, är belägen i Fairmont i Marion County i West Virginia i USA. Den invigdes 30 maj 1921. Denna bro förbinder östra och västra Fairnont, och korsar Monongahelafloden. Eftersom den inte hade underhållits på många år var den i dåligt skick. Den reparerades och återöppnades sedan i oktober 2000. Bron är nu ett signifikant historiskt landmärke i staden.
Den var listad på National Register of Historic Places 1991.